# Na Tokáni
Na Tokáni (deutsch Balzhütte) ist eine zum Ortsteil Rynartice von Jetřichovice (Dittersbach) gehörige Einschicht. Zwei unter Denkmalschutz stehende Jagdhütten wurden im Mai 2020 durch ein Feuer zerstört.

## Geographische Lage
Das beliebte Ausflugsziel ist im Elbsandsteingebirge, in der hinteren Böhmischen Schweiz, nordwestlich von Jetřichovice gelegen.

## Geschichte
Die Jagd auf balzende Auerhähne im April jeden Jahres war auch in der Herrschaft Böhmisch-Kamnitz, zu der das Waldgebiet der hinteren Böhmischen Schweiz seit 1614 gehörte, seit der Frühen Neuzeit ein Privileg des Adels. Da die Zahl der Auerhähne auch damals schon rückläufig war, wurden einige von ihnen in umzäunten Gehegen gehalten. Die Unterhaltung und Beaufsichtigung der sogenannten Tiergärten oblag Jägern des Fürsten Kinsky, für deren Unterkunft der Vorläufer der Balzhütte spätestens zu Beginn des 19. Jahrhunderts errichtet worden war.
1904 wurde die alte Balzhütte renoviert und im Hauptgebäude zahlreiche Jagdtrophäen des Dittersbacher Reviers untergebracht. Durch einen Fehler an der Elektroanlage brannte die Balzhütte 1905 nieder. Nach Plänen des Baumeisters August Hermann wurde noch im gleichen Jahr mit dem Neubau der Balzhütte im alpenländischen Blockhausstil begonnen.

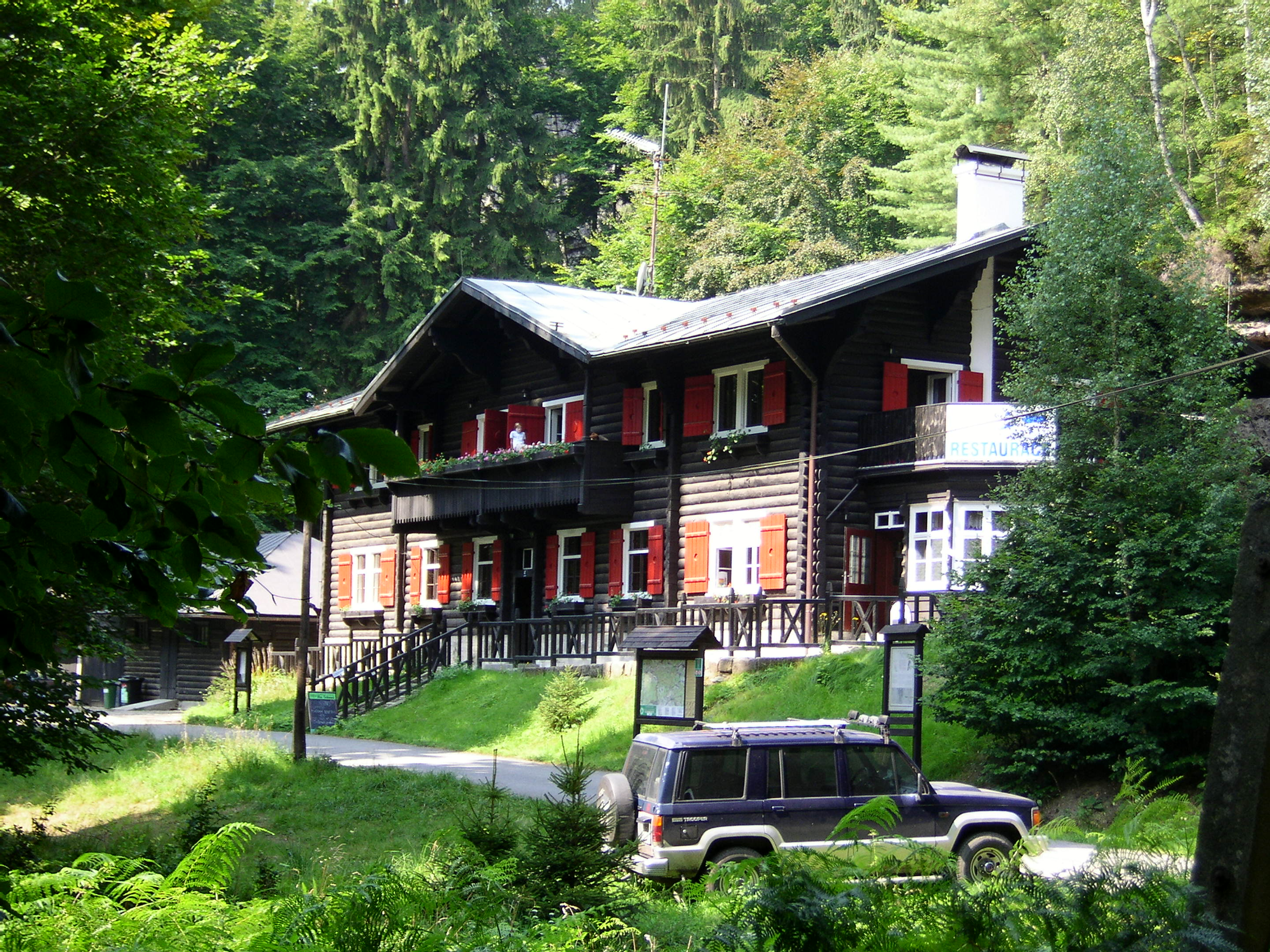
Die Balzhütte

Die neue Balzhütte, zu der neben dem Jagdschloss ein Gästehaus, die Schankwirtschaft und drei weitere Gebäude gehörten, wurde fortan zur beliebten Jagdunterkunft für die Familie Fürst Kinsky und deren in- und ausländischen Gäste. Doch bereits vor dem Ersten Weltkrieg wurde die Gastwirtschaft Balzhütte immer mehr zum stark besuchten Ausflugsziel für Wanderer, die hier einkehrten und übernachteten. Um sich seine Privatsphäre zu bewahren, beschloss Fürst Kinsky 1931 die Errichtung einer etwas abseits gelegenen neuen Balzhütte, die er mit einem Zaun umgeben ließ. Der Architekt der neuen Balzhütte war der Oberbaurat Ingenieur  Otto Gröber aus Wien. Hier befindet sich heute eine Gaststätte.
Nach der 1946 erfolgten Vertreibung der deutschen Bevölkerung nahmen tschechoslowakische Grenztruppen die Gebäude in Beschlag, nach deren Abzug nach 1968 zog ein Betriebsferienheim hier ein. Die Gaststätte wurde wieder eröffnet. Nach 1989 wechselten die Besitzer, und die Gaststätte schloss zeitweilig ihre Pforten. Sie war dann wieder als Gaststätte und Herberge geöffnet. Am 22. Mai 2020 brannten zwei historische Jagdhütten nieder.